# Suphakorn Ramkulabsuk
Suphakorn Ramkulabsuk (thailändisch ศุภกร รามกุหลาบสุข, * 19. Oktober 1989 in Ayutthaya) ist ein thailändischer Fußballspieler.

## Karriere
Suphakorn Ramkulabsuk stand von 2008 bis 2011 beim Thailand Tobacco Monopoly FC. Der Verein spielte in der ersten Liga des Landes, der Thai Premier League. Die Hinserie 2011 wurde er an den Chamchuri United FC ausgeliehen. Der Verein aus der Hauptstadt Bangkok spielte in der dritten Liga, der damaligen Regional League Division 2, in der der Bangkok Region. 2013 wechselte er zum Zweitligisten Air Force United. Mit der Air Force wurde er am Ende der Saison Meister der Thai Premier League Division 1 und stieg in die erste Liga auf. Nach dem Aufstieg verpflichtete ihn der Zweitligist BBCU FC. Ein Jahr später unterschrieb er einen Vertrag beim Erstligisten Army United. Mit dem Bangkoker Verein spielte er einmal in der ersten Liga. Ayutthaya United FC, ein Drittligist aus Ayutthaya nahm ihn die Hinserie 2016 unter Vertrag. Seit Mitte 2016 ist er vertrags- und vereinslos.

## Erfolge
Air Force United
- Thai Premier League Division 1: 2013  ▲